# Turíbulo

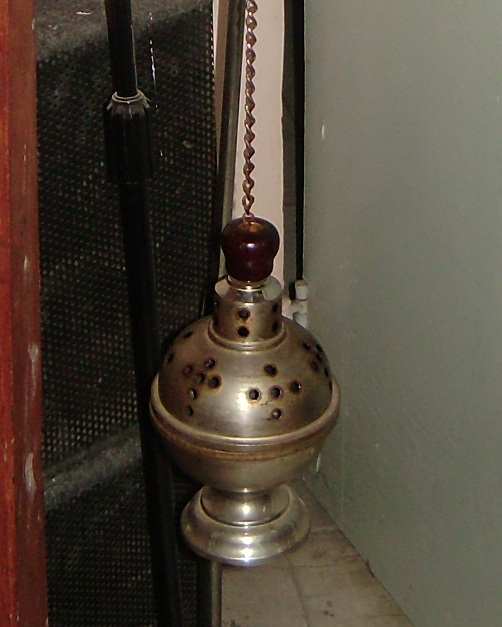
Turíbulo.

Um turíbulo, ou incensório,  é um objeto litúrgico utilizado para queimar incenso em cerimónias religiosas de Igrejas cristãs.
Os turíbulos mais antigos conhecidos em Portugal foram construídos em cobre e datam do século XIII.
Na Igreja Católica o turíbulo é usado muitas vezes para incensar o altar, a imagem do Santo Padroeiro da paróquia, santuário, catedral, etc. É usado carvão e incenso para "acender" o turíbulo. a fumaça que sai dele, significa as preces e pedidos do povo para Deus.
São compostos por duas partes: o vaso, com um pé alto, onde são colocadas as brasas e o incenso, e o opérculo, tampa com orifícios através da qual se escoam os fumos do incenso.